# 五漁村國家公園
五漁村國家公園（義大利語：Parco Nazionale delle Cinque Terre）是位於義大利北部利古里亞大區拉斯佩齊亞附近的一座國家公園，成立於1999年。五漁村國家公園是義大利面積最小的國家公園，面積只有約4300英畝。1997年，五漁村國家公園被列入世界遺產。